# Share My World
Albums de Mary J. Blige
My Life
(1994) Mary
(1999)
Singles
1. Love Is All We Need
Sortie : 18 février 1997
2. I Can Love You
Sortie : 6 juin 1997
3. Everything
Sortie : 4 août 1997
4. Missing You
Sortie : 2 octobre 1997
5. Seven Days
Sortie : 20 mars 1998

Share My World est le troisième album studio de Mary J. Blige, sorti le 22 avril 1997.
L'album s'est classé 1er au Billboard 200 et au Top R&B/Hip-Hop Albums et a été certifié triple disque de platine par la Recording Industry Association of America (RIAA) le 19 mai 1999.
En 1998, Share My World a été nommé aux 40e Grammy Awards dans la catégorie « meilleur album de RnB ».

## Liste des titres
| No  | Titre                                         | Auteur | Contient un (des) sample(s) de                                                            | Durée |
| --- | --------------------------------------------- | --- | ----------------------------------------------------------------------------------------- | ----- |
| 1.  | Intro                                         | Poke & Tone, Rich Nice |                                                                                           | 1:21  |
| 2.  | I Can Love You (featuring Lil' Kim)           | Mary J. Blige, LaTonya Blige-DaCosta, Rodney Jerkins, Kimberly Jones, Carlos Broady, Nashiem Myrick                            | Queen Bitch de Lil' Kim                                                                   | 4:54  |
| 3.  | Love Is All We Need (featuring Nas)           | Blige, James Harris III, Terry Lewis, Nasir Jones, Rick James                                                                  | Moonchild de Rick James                                                                   | 4:16  |
| 4.  | Round and Round                               | Blige, Poke, DJ Premier, Shawn Carter                                                                                          | Go Back Home d'Allen Toussaint                                                            | 4:27  |
| 5.  | Share My World (Interlude)                    | Poke & Tone, Rich Nice |                                                                                           | 0:32  |
| 6.  | Share My World                                | Blige, R. Jerkins | Share My World de DeBarge                                                                 | 4:49  |
| 7.  | Seven Days (featuring George Benson)          | Malik Pendleton |                                                                                           | 5:09  |
| 8.  | It’s On (featuring R. Kelly)                  | R. Kelly |                                                                                           | 4:44  |
| 9.  | Thank You Lord (Interlude)                    | Kelly Price, R. Jerkins |                                                                                           | 0:45  |
| 10. | Missing You                                   | Babyface | I'm Not in Love de 10cc                                                                   | 4:19  |
| 11. | Everything                                    | J. Harris III, T. Lewis, Hachidai Nakamura, Rokusuke Ei, James Brown, Linda D. Creed, Thomas R. Bell, John Starks, Fred Wesley | You Are Everything des Stylistics Sukiyaki de A Taste of Honey The Payback de James Brown | 4:55  |
| 12. | Keep Your Head                                | Blige, L. Blige-DaCosta |                                                                                           | 3:51  |
| 13. | Can’t Get You Off My Mind (featuring The LOX) | Blige, R. Jerkins, Jason Phillips, Sean Jacobs, David Styles                                                                   |                                                                                           | 4:45  |
| 14. | Get to Know You Better                        | Bryce Wilson | My Cherie Amour de Stevie Wonder                                                          | 4:34  |
| 15. | Searching (featuring Roy Ayers)               | Blige, L. Blige-DaCosta, Xenos DaCosta, R. Jerkins, Fred Jerkins, Roy Ayers                                                    |                                                                                           | 4:52  |
| 16. | Our Love                                      | Chuck Jackson, Marvin Yancy |                                                                                           | 5:22  |
| 17. | Not Gon' Cry                                  | Babyface |                                                                                           | 4:54  |

| 18. | (You Make Me Feel Like) A Natural Woman | Gerry Goffin, Carole King, Jerry Wexler | 2:57 |

## Certifications
| Pays                  | Certification |
| --------------------- | ------------- |
| Canada (Music Canada) | Platine       |
| États-Unis (RIAA)     | 3 × Platine   |
| Royaume-Uni (BPI)     | Or            |